# Роквуд (тауншип, округ Уодина, Миннесота)
Роквуд (англ. Rockwood) — тауншип в округе Уодина, Миннесота, США. На 2000 год его население составило 388 человек.

## География
По данным Бюро переписи населения США площадь тауншипа составляет 89,5 км², из которых 89,5 км² занимает суша, водоёмов нет.

## Демография
По данным переписи населения 2000 года здесь находились 388 человек, 135 домохозяйств и 110 семей.  Плотность населения —  4,3 чел./км².  На территории тауншипа расположено 145 построек со средней плотностью 1,6 построек на один квадратный километр. Расовый состав населения: 98,45 % белых, 0,26 % афроамериканцев, 0,26 % азиатов, 0,52 % — других рас США и 0,52 % приходится на две или более других рас. Испанцы или латиноамериканцы любой расы составляли 0,52 % от популяции тауншипа.
Из 135 домохозяйств в 35,6 % воспитывались дети до 18 лет, в 70,4 % проживали супружеские пары, в 6,7 % проживали незамужние женщины и в 18,5 % домохозяйств проживали несемейные люди. 14,1 % домохозяйств состояли из одного человека, при том 5,9 % из — одиноких пожилых людей старше 65 лет. Средний размер домохозяйства — 2,87, а семьи — 3,11 человека.
28,1 % населения — младше 18 лет, 8,0 % — в возрасте от 18 до 24 лет, 26,3 % — от 25 до 44, 23,7 % — от 45 до 64, и 13,9 % — старше 65 лет. Средний возраст — 38 лет. На каждые 100 женщин приходилось 102,1 мужчин.  На каждые 100 женщин старше 18 приходилось 111,4 мужчин.
Средний годовой доход домохозяйства составлял 34 625 долларов, а средний годовой доход семьи —  38 958 долларов. Средний доход мужчин —  28 068  долларов, в то время как у женщин — 27 813. Доход на душу населения составил 13 546 долларов. За чертой бедности находились 7,6 % семей и 9,3 % всего населения тауншипа, из которых 8,8 % младше 18 и 17,3 % старше 65 лет.